# Premio Livre Inter
El premio Livre Inter (prix du Livre Inter) es un premio a la mejor novela francesa del año otorgado por la emisora de radio France Inter. Fue creado en 1975 por iniciativa de Paul-Louis Mignon.

## Ganadores
| Año  | Título                                                              | Autor                   | Editorial                  | Presidente del jurado  |
| ---- | ------------------------------------------------------------------- | ----------------------- | -------------------------- | ---------------------- |
| 1975 | Des demeures et des gens                                            | Catherine d'Etchéa      | Éditions de la Table ronde | Pierre Emmanuel        |
| 1976 | Le Ravenala ou l'Arbre du voyageur                                  | Jacques Perry           | Albin Michel               | Maurice Genevoix       |
| 1977 | Ana non                                                             | Agustín Gómez Arcos     | Stock                      | Alain Peyrefitte       |
| 1978 | L'Enfant de Bohème                                                  | Daniel Boulanger        | Éditions Gallimard         | Robert Sabatier        |
| 1979 | La Décharge                                                         | Béatrix Beck            | Le Sagittaire              | Alain Decaux           |
| 1980 | The Testament                                                       | Elie Wiesel             | Seuil                      | Maurice Denuzière      |
| 1981 | Les Demoiselles de Beaumoreau                                       | Marguerite Gurgand      | éditions Mazarine          | Françoise Mallet-Joris |
| 1982 | La Lumière du Nord                                                  | Marcel Schneider        | Grasset                    | Jeanne Bourin          |
| 1983 | Le Bouchot                                                          | Hortense Dufour         | Grasset                    | François Nourissier    |
| 1984 | La Mémoire d'Abraham                                                | Marek Halter            | Éditions Robert Laffont    | Hortense Dufour        |
| 1985 | Un cauchemar                                                        | Jean-Jacques Brochier   | Albin Michel               | Michèle Perrein        |
| 1986 | L'Enfer                                                             | René Belletto           | Éditions P.O.L             | Jean-Noël Jeanneney    |
| 1987 | Who Will Remember the People... (Qui se souvient des hommes...)     | Jean Raspail            | Laffont                    | Henri Troyat           |
| 1988 | Misayre ! Misayre !                                                 | François Salvaing       | éditions Balland           | Jacques Laurent        |
| 1989 | Petite Chronique des gens de nuit dans un port de l'Atlantique Nord | Philippe Hadengue       | Maren Sell                 | Érik Orsenna           |
| 1990 | La Petite Marchande de prose                                        | Daniel Pennac           | Gallimard                  | Paul Guimard           |
| 1991 | La Voyeuse interdite                                                | Nina Bouraoui           | Gallimard                  | Jean d'Ormesson        |
| 1992 | Le Troisième Mensonge                                               | Agota Kristof           | Seuil                      | Héctor Bianciotti      |
| 1993 | Des choses idiotes et douces                                        | Frédéric Boyer          | P.O.L.                     | Michel del Castillo    |
| 1994 | Quoi de neuf sur la guerre ?                                        | Robert Bober            | P.O.L.                     | Yves Simon             |
| 1995 | Madame Arnoul                                                       | Jean-Noël Pancrazi      | Gallimard                  | Paule Constant         |
| 1996 | Un secret sans importance                                           | Agnès Desarthe          | éditions de l'Olivier      | Jorge Semprún          |
| 1997 | Instruments des ténèbres                                            | Nancy Huston            | Actes Sud                  | Jean Vautrin           |
| 1998 | La Maladie de Sachs                                                 | Martin Winckler         | P.O.L.                     | Daniel Pennac          |
| 1999 | En attendant le vote des bêtes sauvages                             | Ahmadou Kourouma        | Seuil                      | JMG Le Clézio          |
| 2000 | Des anges mineurs                                                   | Antoine Volodine        | Seuil                      | Jean Rouaud            |
| 2001 | Apprendre à finir                                                   | Laurent Mauvignier      | Les Éditions de Minuit     | Marie Darrieussecq     |
| 2002 | Un soir au club                                                     | Christian Gailly        | éditions de Minuit         | Philippe Djian         |
| 2003 | La Petite Chartreuse                                                | Pierre Péju             | Gallimard                  | Emmanuel Carrère       |
| 2004 | L'Homme-sœur                                                        | Patrick Lapeyre         | P.O.L.                     | Nancy Huston           |
| 2005 | L'Étourdissement                                                    | Joël Egloff             | Buchet/Chastel             | Olivier Rolin          |
| 2006 | La Chambre de la Stella                                             | Jean-Baptiste Harang    | Grasset                    | Jean Echenoz           |
| 2007 | Ouest                                                               | François Vallejo        | Éditions Viviane Hamy      | Camille Laurens        |
| 2008 | Le Boulevard périphérique                                           | Henry Bauchau           | Actes Sud                  | Alberto Manguel        |
| 2009 | Zone                                                                | Mathias Enard           | Actes Sud                  | Marc Dugain            |
| 2010 | Les Hommes-couleurs                                                 | Cloé Korman             | Seuil                      | Catherine Clément      |
| 2011 | Que font les rennes après Noël ?'                                   | Olivia Rosenthal        | Éditions Verticales        | Amin Maalouf           |
| 2012 | Supplément à la vie de Barbara Loden                                | Nathalie Léger          | P.O.L.                     | Amélie Nothomb         |
| 2013 | Sombre Dimanche                                                     | Alice Zeniter           | Albin Michel               | Geneviève Brisac       |
| 2014 | Faillir être flingué                                                | Céline Minard           | Éditions Rivages           | Alain Mabanckou        |
| 2015 | Jacob, Jacob                                                        | Valérie Zenatti         | L'Olivier (2)              | Jean-Christophe Rufin  |
| 2016 | 7                                                                   | Tristan Garcia          | Gallimard (6)              | Agnès Desarthe         |
| 2017 | Règle animal                                                        | Jean-Baptiste Del Amo   | Éditions Gallimard         | Elisabeth Badinter     |
| 2018 | Fief                                                                | David López             | Seuil                      | Leïla Slimani          |
| 2019 | Arcadie                                                             | Emmanuelle Bayamack-Tam | Éditions P.O.L             | Riad Sattouf           |
| 2020 | Avant que j'oublie                                                  | Anne Pauly              | Editions Verdier           | Philippe Lançon        |